# Überladebrücke
Eine Überladebrücke ist eine Konstruktion, die an Rampen angebaut wird, um eine Be- und Entladung von Lastkraftwagen oder Nutzfahrzeugen zu ermöglichen. Sie stellt ein wesentliches Hilfsmittel in der Verladetechnik dar. Sie wird häufig an Verladeschleusen oder Toren von Gebäuden der Lagerhaltung eingesetzt. Je nach technischer Anforderung bestehen Überladebrücken aus Stahl oder Aluminium.
Das erste Patent für eine fahrbare Überladebrücke meldete Kurt Alten, der Erfinder der Verladetechnik, 1957 an. Viele Jahre lang wurden Kurt Altens Überladebrücken über die Marke "hafa" vertrieben. Bevor andere Hersteller begannen eigene Überladebrücken in ihr Sortiment aufzunehmen.

## Funktion
Überladebrücken an den Laderampen werden von Hand betätigt oder auch elektrohydraulisch betrieben. Nachdem das Fahrzeug (LKW) an das Tor (Rampe) direkt angedockt hat, wird beim Anlegen bzw. Hochklappen der Überladebrücke meistens eine Schwenklippe aus Aluminium umgeklappt, so dass nur diese dann auf dem Nutzfahrzeug aufliegt. Es gibt mehrere Namen, mit denen sie von den Benutzern, etwa Lagerbeschäftigten, Kraftfahrern oder Fernfahrern bezeichnet wird: als Anlegeblech, Rampenblech, Eisenrampe, Abladeblech, Abladebrücke, Klapprampe oder Eisenplatte. Im Transportgewerbe (Spedition) oder im Alltag der Lagerhaltung ist diese ca. 3 × 2 m große Überladebrücke für alle Warenlager das wichtigste Teil, um überhaupt an einem Rampentor abladen zu können.

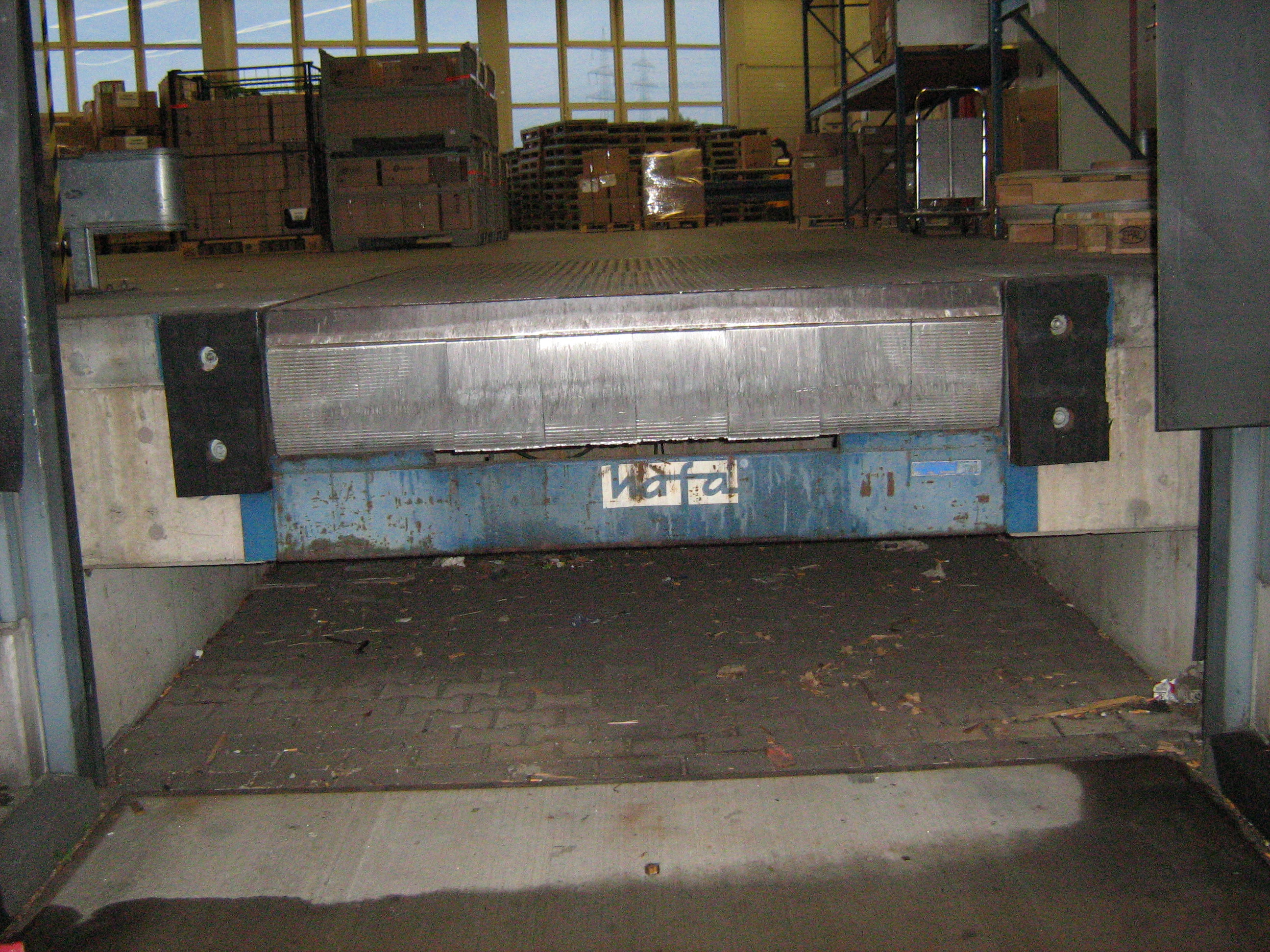
Rampe mit Überladebrücke
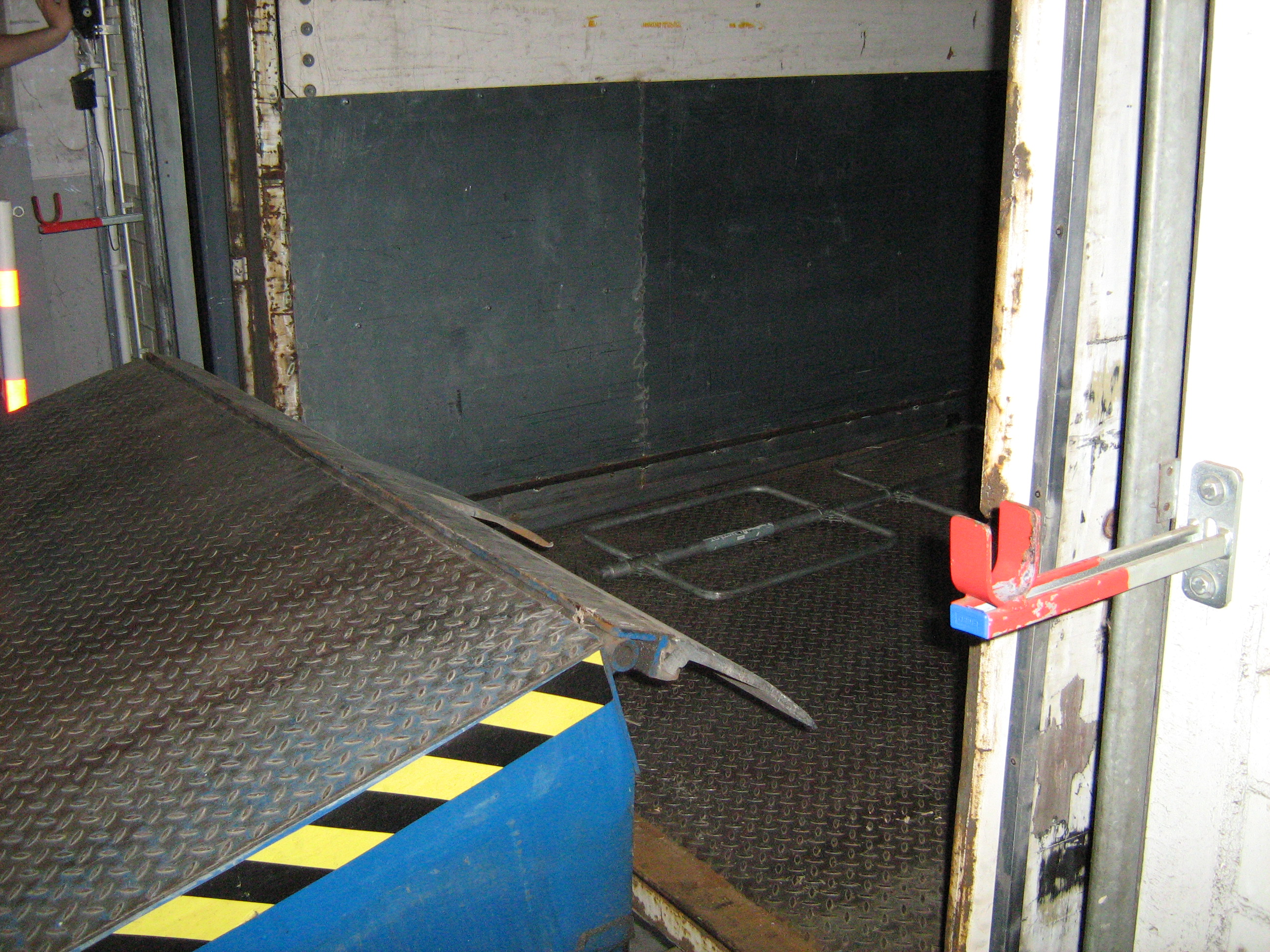
Stufe 1 beim Anheben
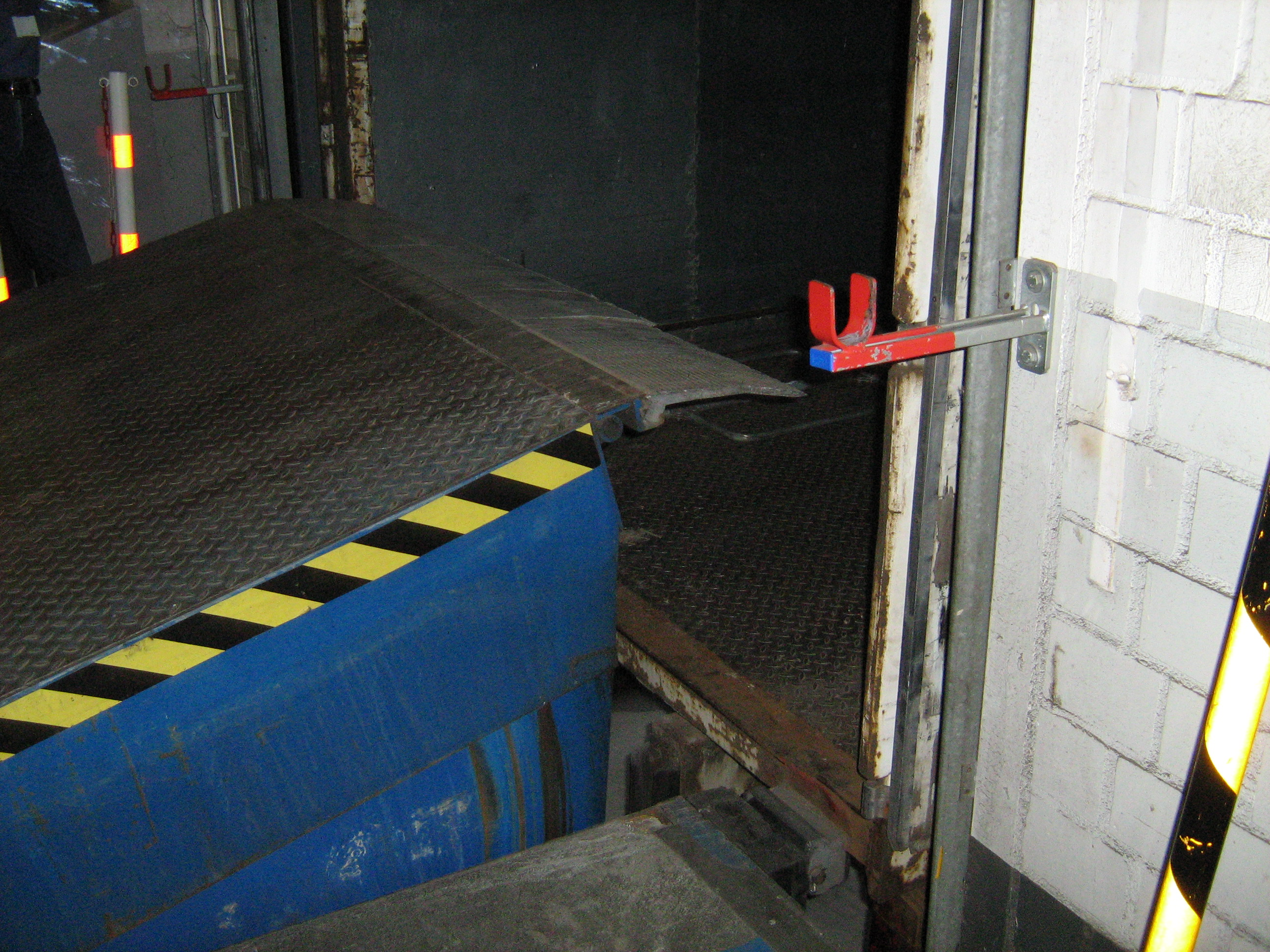
Stufe 2
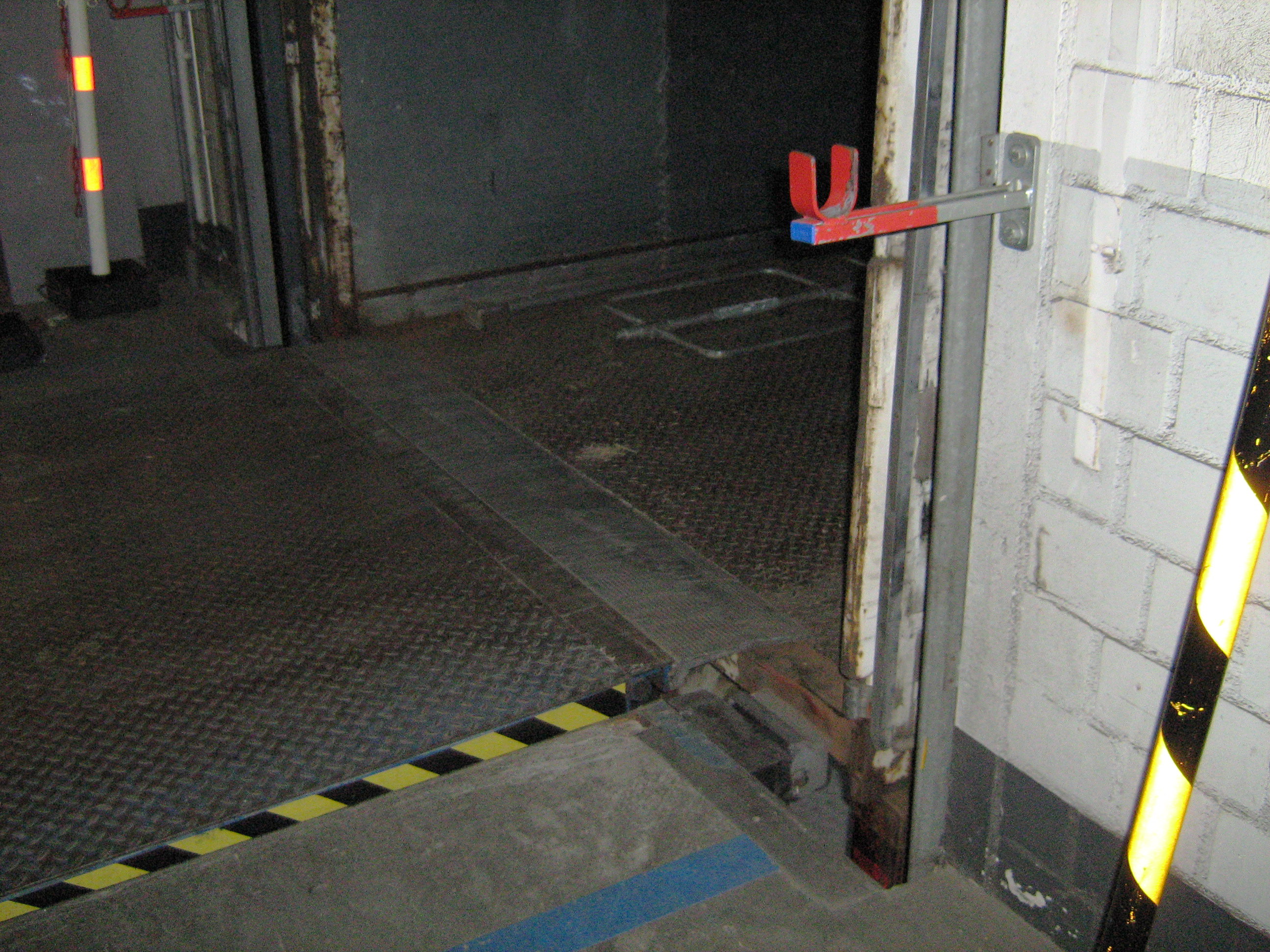
Aufgelegt auf dem Auflieger

Durch einen flexiblen Hub- bzw. Hebemechanismus wird der Höhenunterschied zwischen dem Bodenniveau des Bauwerkes (Lagertor / Rampe) und der Ladeplattform des Nutzfahrzeuges ausgeglichen, damit z. B. mit einem Hubwagen und dem Gabelstapler besser abgeladen werden kann.
Im Einzelnen existieren mehrere Varianten von Überladebrücken, welche sich je nach Hersteller oder auch danach unterscheiden können, wie der vordere bewegliche Teil bezeichnet wird. Nennenswert sind z. B. die Ausführungen der Teleskoplippe, wobei sich das vordere Ende als Lippe elektrohydraulisch herausschiebt. Bei der Klapplippe, wie sie auf den Bildern zu sehen ist, wird beim elektrohydraulischen Hochfahren die sog. Lippe ausgeklappt.
Die Ausführung mit einer teleskopierbaren Lippe (allgem. Vorschubüberladebrücke) ist zurzeit der Standard in der Paletten- und Schwerlastverladung. Einige Hersteller bieten Vorschubüberladebrücken mit Tragfähigkeiten bis zu 350 kN an. Diese werden in der Papierindustrie oder in der Baumaschinenverladung eingesetzt. 
Klapplippenüberladebrücken sind hauptsächlich in der Stückgut- oder Möbelverladung installiert. 

## Unterscheidung nach der Ausführungsart
- Hydraulische Überladebrücken
  - Überladebrücken mit Klappkeil
  - Überladebrücken mit Vorschub
  - Überladebrücken mit Isolierfunktion
- Manuelle Überladebrücken
  - Mobile Überladebrücken
    - Überladebleche
    - Schwenkbare Überladebrücken
    - Überladebrücken mobil
    - Verladestationen
    - Containerbrücken
    - Bahnbrücken

  - Fest installierte Überladebrücken
    - nicht seitenverschiebbare Überladebrücken
    - seitenverschiebbare Überladebrücken[2]

Die entsprechende Norm für Überladebrücken ist die DIN EN 1398. In Bezug auf die Arbeitssicherheit beim Umgang mit Überladebrücken gilt es für Unternehmer, die in der DGUV 108-006 (ehemals BGR 233) festgelegten technischen Anforderungen zu berücksichtigen. In der Verordnung werden Regelungen in Bezug auf die Kennzeichnung, Breite, Neigung und Trittsicherheit sowie zum Betrieb und zu den Prüfungen von Auffahrrampen festgelegt.  